# Loma Hidalgo Colonia Benito Juárez
Loma Hidalgo Colonia Benito Juárez är en ort i Mexiko, tillhörande kommunen Jiquipilco i den nordvästra delen av delstaten Mexiko. Orten hade 762 invånare vid folkräkningen 2010.